# Keld Andersen (politiker)
 Der er flere personer med dette navn, se Keld Andersen.
Keld Robert Andersen (født 3. september 1938 i Hellebæk, død 10. juli 2016) var en dansk politiker. Han var medlem af Folketinget for Det Konservative Folkeparti fra 1977 til 1981.

## Barndom og uddannelse
Keld Andersen blev født i Hellebæk i 1938 som søn af arbejdsmand Ejnar Andersen og hustru Anna Andersen. Han tog realeksamen fra Hornbæk Skole i 1954 og var handelselev i Nyborg Jernstøberi fra 1954 til 1957 hvorefter han tog handelsmedhjælpereksamen fra Helsingør Handelsskole i 1957.
Han deltog i salgs- og ledelseskurser i IBM i Stockholm 1969-1971 og 1973.

## Erhverv
Andersen var salgschef i Indesit Agentur A/S fra 1965 til 1969. Han arbejdede som konsulent for IBM i København fra 1969 til 1974, og var salgschef ved Zeuthen & Aagaard A/S 1974-1975. Herefter var han marketingchef hos Olivetti Skandia 1975-1976 og salgschef for elektronisk tekstbehandling hos D. I. Datanet Aps., Tåstrup.

## Politik
Andersen var formand for den konservative vælgerforening Helsingør-Syd fra 1969 til 1976 og næstformand for Det Konservative Folkepartis amtsorganisation i Frederiksborg Amt fra 1974. Han var også formand for Det Konservative Folkepartis idræts- og fritidsudvalg fra 1974.
Han blev partiets folketingskandidat i Roskildekredsen i 1976 og skiftede til Slagelsekredsen i 1978. Han blev valgt til Folketinget i Roskilde Amtskreds ved folketingsvalget 15. februar 1977, og genvalgt i Vestsjællands Amtskreds ved valget 23. oktober 1979. Ved valget i 1981 opnåede han ikke genvalg, idet Lizzie Lichtenberg fik flest konservative stemmer i Vestsjællands Amtskreds og overtog amtskredsens konservative mandat.

## Tillidsposter
Andersen var medlem af bestyrelsen for Espergærde Idrætsforening fra 1963. Han var formand for den selvejende institution Børnegården Søbæk fra 1970 til 1975 og formand for Grundejer- og borgerforeningen for Espergærde, Snekkersten mm. fra 1974.
Han var medlem af Det Udenrigspolitiske Selskab fra 1974.